# Albert Schmitt (Theologe)
Albert Schmitt (* 30. November 1871 in Gissigheim; † 15. Januar 1948 in Polling in Tirol) war ein deutscher Moral- und Pastoraltheologe und Rektor der Universität Innsbruck.

## Leben
Albert Schmitt wurde 1871 als Sohn eines Lehrers in Gissigheim (Baden) geboren und besuchte das Gymnasium in Tauberbischofsheim. Nach dem Abitur studierte er von 1889 bis 1890 Theologie an der Universität Freiburg und der Universität Würzburg und von 1890 bis 1892 Ingenieurwesen an der Technischen Hochschule Karlsruhe. Im Anschluss trat er in Österreich in den Jesuitenorden ein und absolvierte das Noviziat in Kärnten und der Steiermark. Nach dem Rhetorikstudium in St. Andrä in Kärnten und Preßburg setzte er 1897 das Theologiestudium an der Universität Innsbruck fort. 1900 wurde er zum Priester geweiht. 1903 schloss er sein Studium ab und lehrte nach dem Ordensterziat in Linz ab 1905 an der Universität Innsbruck Pastoral- und Moraltheologie. 1914 wurde er zum außerordentlichen, 1916 zum ordentlichen Professor ernannt.
Schmitt war in den Studienjahren 1917/18, 1925/26 und 1932/33 Dekan der Theologischen Fakultät und 1936/37 Rektor der Universität Innsbruck. Er war der erste Jesuit als Universitätsrektor seit Einführung der Jesuitenfakultät 1857, nachdem der Akademische Senat sich 1936 dafür ausgesprochen hatte, dass auch die Theologische Fakultät im Turnus den Rektor stellen dürfe.
Er gab das von Hieronymus Noldin veröffentlichte katholische Standardwerk für Moraltheologie Summa theologiae moralis mehrfach neu heraus und war neben seiner Lehrtätigkeit auch in der praktischen Seelsorge aktiv.
Am 22. Juni 1938 wurde Albert Schmitt von den Nationalsozialisten mit 66 Jahren in den Ruhestand versetzt. Nach der Schließung der Theologischen Fakultät und des Jesuitenkollegs Innsbruck zog er sich in das Landhaus der Ursulinen (Stickelberghof) in Polling zurück und war dort bis zu seinem Tod 1948 noch in der Seelsorge und der Weiterbildung des Klerus aktiv.

## Schriften
- Zur Geschichte des Probabilismus, 1904
- Die katholische Ehe und die christliche Familie, 1921
- Grundzüge der geschlechtlichen Sittlichkeit, 1923, 4. Aufl. 1924
- Frauenseelsorge, 1930
- Um das Leben der Ungeborenen, 1931
- Die katholische Aktion in der Moraltheologie, 1935
- Heilige Würde – Heiliges Wirken, 1948